# Erts
Erts é uma localidade de Andorra, situada na paróquia de La Massana. Situada a 1.340 metros de altitude, sua população em 2024 foi estimada em 668 habitantes.